# پای فیل (چرنوبیل)

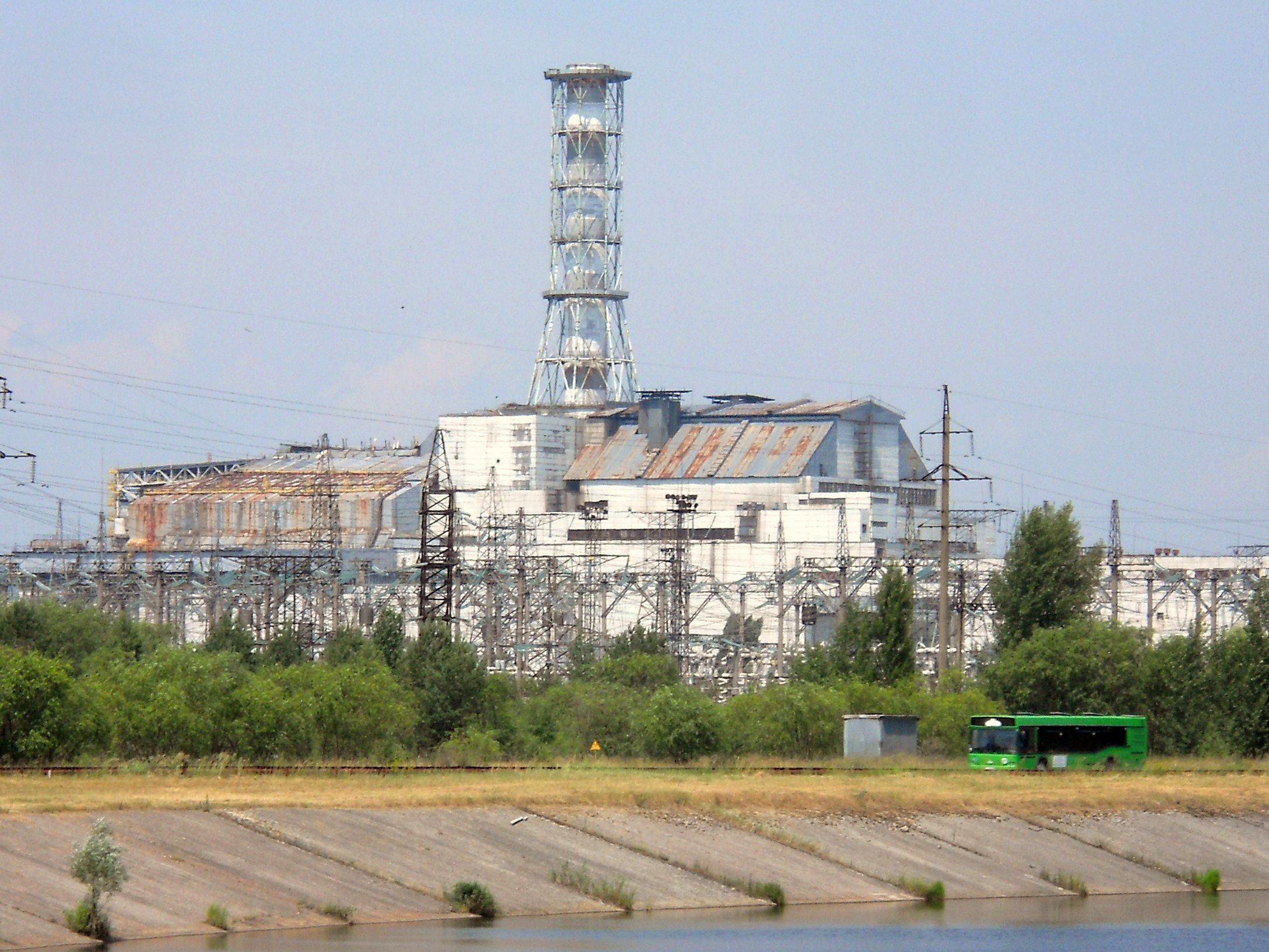
نیروگاه هسته ای چرنوبیل در اوکراین.

پای فیل لقبی است که به توده بزرگی از کوریم و سایر مواد تشکیل شده در زیر نیروگاه هسته‌ای چرنوبیل، در نزدیکی پریپیات، اوکراین، در طول فاجعه چرنوبیل در آوریل ۱۹۸۶داده می‌شود، که به دلیل رادیواکتیویته شدید آن قابل توجه است، این ماده در دسامبر همان سال کشف شد و در یک راهرو تعمیر و نگهداری در نزدیکی بقایای راکتور شماره ۴ قرار دارد. این ماده یک جسم بسیار رادیواکتیو است، اگرچه خطر آن به مرور زمان به دلیل پوسیدگی اجزای رادیواکتیو آن کاهش یافته‌است.

## مبدأ
پای فیل توده ای از کوریم سیاه رنگ با لایه‌های زیادی است که از بیرون شبیه پوست درخت و شیشه است. این ماده در طی فاجعه چرنوبیل در آوریل ۱۹۸۶ شکل گرفت و در دسامبر ۱۹۸۶ کشف شد. به دلیل ظاهر آن که، شبیه پای فیل است، پای فیل نام دارد. این یک بخش کوچک از یک جرم بسیار بزرگتر است که در زیر راکتور شماره ۴ نیروگاه هسته ای چرنوبیل قرار دارد. پای فیل در اتاق ۲۱۷/۲، چندمتر در جنوب شرقی رآکتور ویران شده و ۶ متر (۲۰ فوت) بالاتر از سطح زمین واقع شده‌است. . مواد تشکیل دهنده پای فیل حداقل ۲ متر (۶٫۶ فوت) از بتن مسلح را ذوب کرده سپس از طریق لوله‌ها و شکاف‌ها و در یک راهرو جریان یافته تا به محل فعلی خود برسد.

## ترکیب بندی
پای فیل عمدتاً از دی‌اکسید سیلیکون تشکیل شده‌است که دارای رگه‌هایی از اورانیوم، تیتانیوم، زیرکونیوم، منیزیم و گرافیت است. جرم تا حد زیادی همگن است، اگرچه شیشه سیلیکات دپلیمریزه شده حاوی دانه‌های کریستالی زیرکون است. این دانه‌های زیرکون کشیده نیستند، که نشان‌دهنده نرخ تبلور متوسط است. در حالی که دندریت‌های دی‌اکسید اورانیوم به سرعت در دمای بالا در گدازه رشد می‌کردند، زیرکون در طی سرد شدن آهسته گدازه شروع به تبلور کرد. علیرغم اینکه توزیع ذرات دارای اورانیوم یکنواخت نیست، رادیواکتیویته جرم یکنواخت است. این توده نسبت به مته ای که روی یک چرخ دستی کنترل از راه دور نصب شده بود بسیار متراکم و تسلیم ناپذیر بود، اما می‌توانست با گلوله‌های ضد زره شلیک شده از یک تفنگ کلاشینکف AK-47 آسیب ببیند. در ژوئن ۱۹۹۸، لایه‌های بیرونی شروع به تبدیل شدن به گرد و غبار کردند و توده شروع به ترکیدن کرد. از سال ۲۰۲۱، این توده دارای استحکام مشابه ماسه توصیف شده‌است.

## کشندگی
در زمان کشف، حدود هشت ماه پس از شکل‌گیری، رادیواکتیویته در نزدیکی پای فیل تقریباً ۸۰۰۰ رونتگن یا ۸۰ گری در ساعت بود، که دوز کشنده ۵۰/۵۰ تشعشع (۴٫۵ گری) در مدت پنج دقیقه ارسال می‌کرد. . از آن زمان شدت تشعشع کاهش یافته‌است. در سال ۱۹۹۶، معاون مدیر پروژه، آرتور کورنیف،  از پای فیل بازدید کرد و با استفاده از یک دوربین خودکار و یک چراغ قوه برای نورپردازی از آن عکس گرفت

## یادداشت
1. ↑  Korneyev was interviewed by The New York Times reporter Henry Fountain in 2014 in Slavutich, Ukraine, before his retirement.[۴]